# Unghie

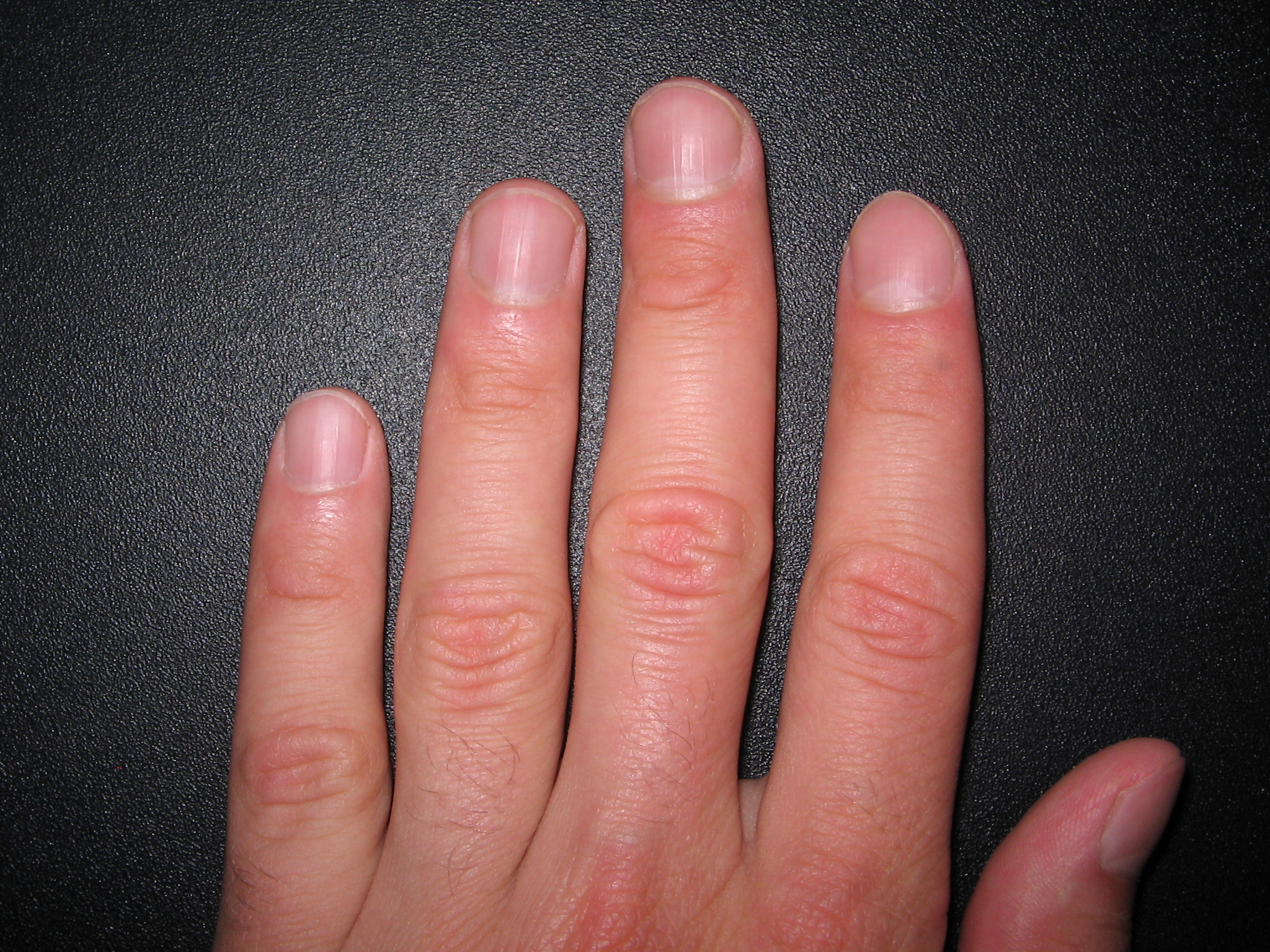
Unghiile de la degetele mâinii

Unghia este o placă cornoasă subțire, care crește pe partea de deasupra a ultimei falange a degetelor de la mâini și de la picioare și acoperă partea de deasupra a capătului degetelor. Unghiile de la mâini și de la picioare sunt alcătuite dintr-o proteină rigidă și rezistentă numită alfa-cheratină, un polimer prezent și în ghearele, copitele și coarnele vertebratelor.

## Părțile unghiilor

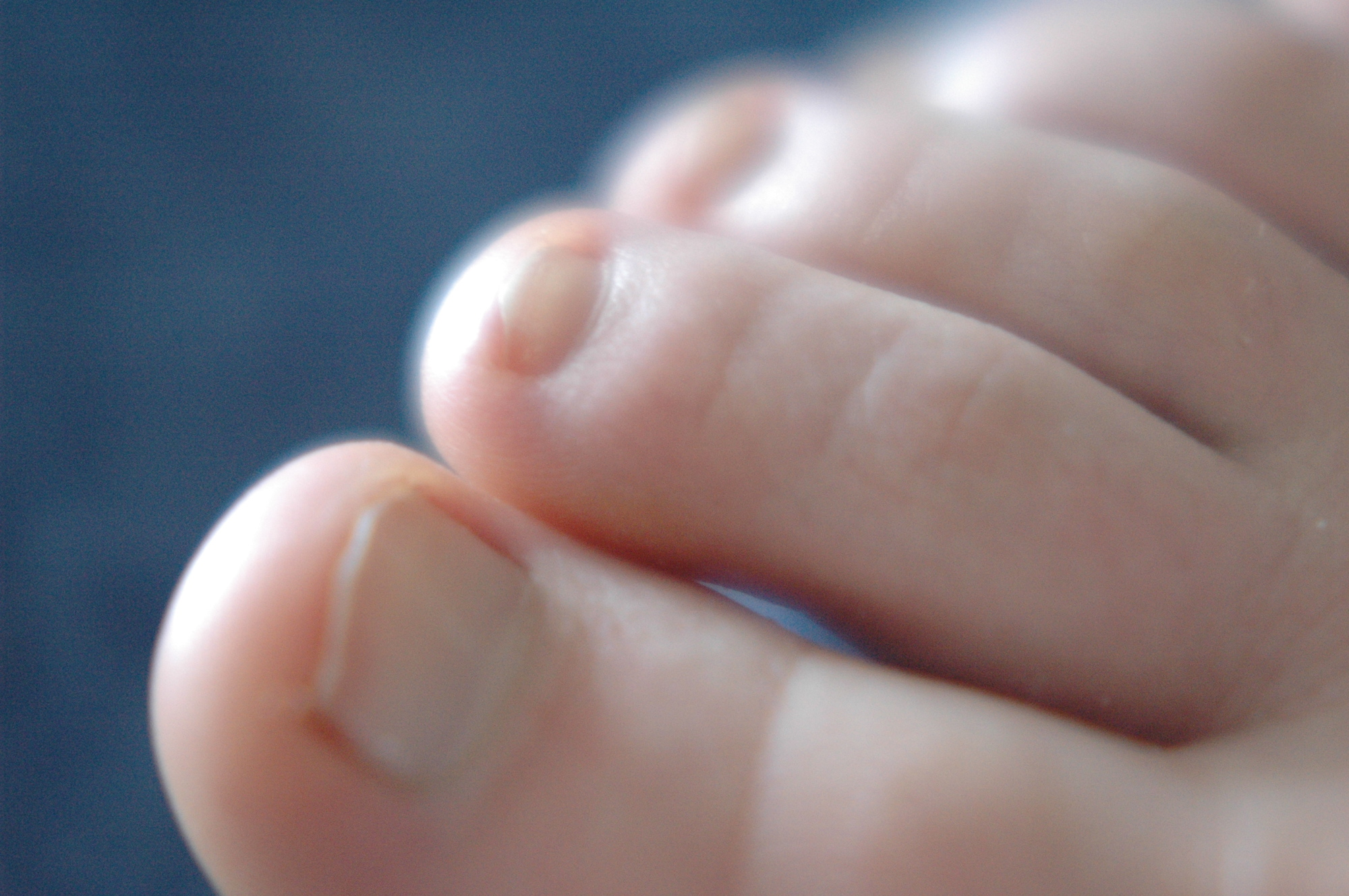
Unghiile de la degetele picioarelor

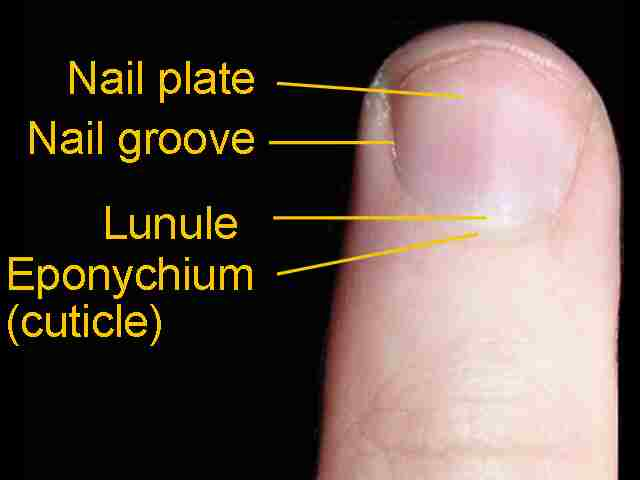
Anatomia unghiei

Unghiile sunt realizate dintr-un material dur de proteine numit cheratină, la fel cum sunt la animale coarnele. La fel ca și  părul și dinții, sunt un apendice al pielii.
Ele încep din matrice (rădăcina unghiei), din locul din care încep să crească.După, se arată semiluna (lunula) unghiei, baza ei cea tare.Treptat se face și lama cornoasă, sau patul unghiei, pe care va veni un înveliș subțire și puțin aspru numit cuticulă.După ce degetul este acoperit, margina exterioară a unghiei este moartă, fiind albă. Unghiile cresc, în medie, cu 3-5 milimetri pe lună . Asta înseamnă destul de puțin, dar unghiile de la mâna dominantă, cel mai frecvent – dreapta, cresc mai repede. Unghiile de la picioare, însă, cresc cu doar 1,6 milimetri pe lună.

## Rosul unghiilor
Rosul unghiilor este o activitate prin care, unii oameni, își mănâncă unghia. Acest fapt este negativ, putând duce la infecții serioase sau umflături urâte. 
Unghiile oamenilor s-au păstrat de la strămoșii îndepărtați, care le foloseau pentru apărare. De-a lungul timpului unghiile au fost indicatori preciși ale diferitelor boli datorită formei și culorii lor,precum și indicatori ale carențelor de fier, zinc (a căror lipsă cauzează iritatii pe unghii) și a complexului de vitamine B (a căror lipsă dă fragilitate unghiilor).